# Julen Agirrezabala
Julen Agirrezabala, né le 26 décembre 2000 à Saint-Sébastien en Espagne, est un footballeur espagnol qui évolue au poste de gardien de but au Valence CF, en prêt de l'Athletic Club.

## Biographie

### En club
Né à Saint-Sébastien en Espagne, Julen Agirrezabala est formé à l'Athletic Bilbao, où il arrive en 2018 en provenance d'Antiguoko (en). 
En novembre 2020 il participe pour la première fois à un entraînement avec l'équipe première. Lors de la saison 2020-2021, il évolue avec l'équipe B du club, où il fait forte impression. Il est alors vu comme le futur gardien de l'équipe première. Le 15 mars 2021, il prolonge son contrat jusqu'en juin 2025 avec l'Atlhletic et fait partie des joueurs sur lesquels le club compte à l'avenir.
Il joue son premier match en équipe première le 16 août 2021, lors de la première journée de la saison 2021-2022 de Liga face à l'Elche CF. Il est titularisé lors de cette rencontre et les deux équipes se neutralisent (0-0),.
Doublure d'Unai Simón, le portier numéro un à l'Athletic, Agirrezabala se contente de rares apparitions avec l'équipe première. Durant l'année 2022 il doit attendre huit mois avant de retrouver une place dans les buts de l'équipe première, lors d'un match de coupe d'Espagne.
Agirrezabala découvre la coupe d'Europe avec l'Athletic, jouant son premier match le 26 septembre 2024, à l'occasion d'un match de groupe de la Ligue Europa 2024-2025 contre l'AS Rome où il est titularisé (1-1 score final).

### En sélection
Julen Agirrezabala joue son premier match avec les espoirs le 8 octobre 2021, face à la Slovaquie. Il est titularisé lors de cette rencontre remportée par les espagnols (3-2 score final).
Avec les espoirs il est notamment convoqué pour participer au championnat d'Europe en 2023.

## Palmarès
- Athletic Bilbao
  - Vainqueur de la Coupe d'Espagne : 2024